# Pyrilia
Pyrilia – rodzaj ptaków z podrodziny papug neotropikalnych (Arinae) w obrębie rodziny papugowatych (Psittacidae).

## Zasięg występowania
Rodzaj obejmuje gatunki występujące w Ameryce.

## Morfologia
Długość ciała 21–25 cm; masa ciała 121–190 g.

## Systematyka

### Etymologia
- Pyrilia: epitet gatunkowy Psittacula pyrilia Bonaparte, 1853; gr. πυρ pur, πυρος puros „ogień”; łac. ilia „boki”, od ile „bok” (por. średniowiecznołac. pyralia „pochodnie”)[9].
- Caica: karibska/gujańska nazwa Caica dla długoogonowej papugi[9]. Gatunek typowy: Psittacus histrio Boddaert, 1785 (= Psittacus caica Latham, 1790).
- Gypopsitta (Gypopsittacus): gr. γυψ gups, γυπος gupos „sęp”; nowołac. psitta „papuga”, od gr. ψιττακη psittakē „papuga”[9]. Gatunek typowy: Psittacus vulturinus Wagler, 1832 (= Psittacus vulturinus Kuhl, 1820).
- Eucinetus: gr. ευκινητος eukinētos „zwinny, mobilny”, od ευ eu „dobry”; κινεω kineō „ruszać się”[9]. Gatunek typowy: Psittacus histrio Boddeart, 1785 (= Psittacus caica Latham, 1790).
- Chapmania: Frank Michler Chapman (1864–1945), amerykański ornitolog[9]. Gatunek typowy: Psittacus barrabandi Kuhl, 1820; młodszy homonim Chapmania Monticelli, 1893 (Foraminifera).
- Chapmaniana: rodzaj Chapmania Miranda-Ribeiro, 1920; łac. przyrostek -ana „odnoszące się do”[9]. Nowa nazwa dla Chapmania Miranda-Ribeiro, 1920.

### Podział systematyczny
Do rodzaju należą następujące gatunki:
- Pyrilia haematotis (P.L. Sclater & Salvin, 1860) – barwinka okularowa
- Pyrilia pulchra (von Berlepsch, 1897) – barwinka różowolica
- Pyrilia pyrilia (Bonaparte, 1853) – barwinka złotogłowa
- Pyrilia caica (Latham, 1790) – barwinka kapturowa
- Pyrilia barrabandi (Kuhl, 1820) – barwinka złotolica
- Pyrilia aurantiocephala (Gaban-Lima, M.A. Raposo & Höfling, 2002) – barwinka gołogłowa
- Pyrilia vulturina (Kuhl, 1820) – barwinka sępia